# Семейство Эригоны
Семейство Эригоны — небольшое семейство астероидов, расположенное в главном поясе. Семейство названо в честь первого астероида, классифицированного в эту группу — (163) Эригона.

## Крупнейшие астероиды этого семейства
| Имя           | Диаметр  | Большая полуось | Наклонение орбиты | Эксцентриситет орбиты | Год открытия |
| ------------- | -------- | --------------- | ----------------- | --------------------- | ------------ |
| (163) Эригона | 72,63 км | 2,368 а. е.     | 4,813 °           | 0,190                 | 1876         |
| (933) Сюзи    | 21,82 км | 2,370 а. е.     | 5,535 °           | 0,164                 | 1927         |
| (993) Молтона | ?        | 2,862 а. е.     | 1,775 °           | 0,045                 | 1927         |